# Rue des Sept-Troubadours
La rue des Sept-Troubadours (en occitan : carrièra dels Sèt Trobadors) est une voie publique de Toulouse, chef-lieu de la région Occitanie, dans le Midi de la France. Elle se trouve dans le quartier Saint-Aubin, dans le secteur 1 - Centre.

## Situation et accès

### Description
La chaussée compte une seule voie de circulation automobile en sens unique du boulevard Pierre-Paul-Riquet vers le boulevard Lazare-Carnot. Elle est définie sur toute sa longueur comme une zone 30 et la vitesse est limitée à 30 km/h. Il n'existe ni bande, ni piste cyclable, quoiqu'elle soit à double-sens cyclable.

### Voies rencontrées
La rue des Sept-Troubadours rencontre les voies suivantes, dans l'ordre des numéros croissants (« g » indique que la rue se situe à gauche, « d » à droite) :
1. Boulevard Lazare-Carnot (g)
2. Rue Gabriel-Péri (d)
3. Rue Castellane
4. Rue de l'Industrie
5. Rue Jean-Palaprat
6. Rue Nicolas-Bachelier (g)
7. Place Nicolas-Bachelier (d)
8. Rue Arnaud-Vidal
9. Place Pierre-Paul-Riquet
10. Rue Pierre-Paul-Riquet
11. Boulevard Pierre-Paul-Riquet

### Transports
La rue des Sept-Troubadours débouche, au sud, sur le boulevard Lazare-Carnot, où se trouvent les arrêts des lignes de Linéo L1L9 et de bus 29, ainsi que la navette Ville. Plus loin, le long des allées Jean-Jaurès, se trouvent également la station du même nom, au croisement des lignes de métro  , ainsi que les arrêts des lignes de Linéo L8, de bus 141523 et de la navette Aéroport. 
Au nord, la rue des Sept-Troubadours aboutit au boulevard Pierre-Paul-Riquet, parcouru par les lignes de bus 2327. Au-delà du pont Riquet se trouvent également, sur le boulevard de Marengo, la station Marengo – SNCF, sur la seule ligne de métro , ainsi que les arrêts de la ligne de Linéo L8 et de bus 14.
Il existe plusieurs stations de vélos en libre-service VélôToulouse à proximité de la rue des Sept-Troubadours : les stations no 19 (1 rue des Sept-Troubadours), no 20 (69 boulevard Lazare-Carnot), no 39 (9 place de Damloup) et no 64 (30 rue Gabriel-Péri). 

## Odonymie
En 1947, le conseil municipal attribua à la rue le nom de rue des Sept-Troubadours. C'est dans le jardin des religieuses du couvent des Augustines, qui se trouvait hors les murs dans le faubourg Saint-Aubin, que sept troubadours, Bernat de Panassac, Guilhem de Lobra, Berenguier de Sant Plancat, Pèire de Mejanaserra, Guilhem de Gontaut, Pèire Camo et Bernat Oth, avaient fondé en 1323 le Consistori del Gay Saber. Ce nom avait d'ailleurs déjà été donné à une rue voisine, la rue de l'Industrie, entre 1834 et 1891.
AU XVIIe siècle, ce n'était qu'une partie du chemin de Terre-Cabade, nom d'une métairie qui se trouvait sur le coteau de la colline du Calvinet (emplacement de l'actuel cimetière de Terre-Cabade). Au XVIIIe siècle, le chemin prit le nom des Jardiniers, puis devint une rue, mais conserva son nom jusqu'en 1881. À cette date, la rue prit le nom de rue du Canal. En 1937, la municipalité attribua à la dernière partie de la rue, entre la place Pierre-Paul-Riquet et le boulevard du même nom, le nom d'André Messager (1853-1929).

## Patrimoine et lieux d'intérêt

### Immeubles

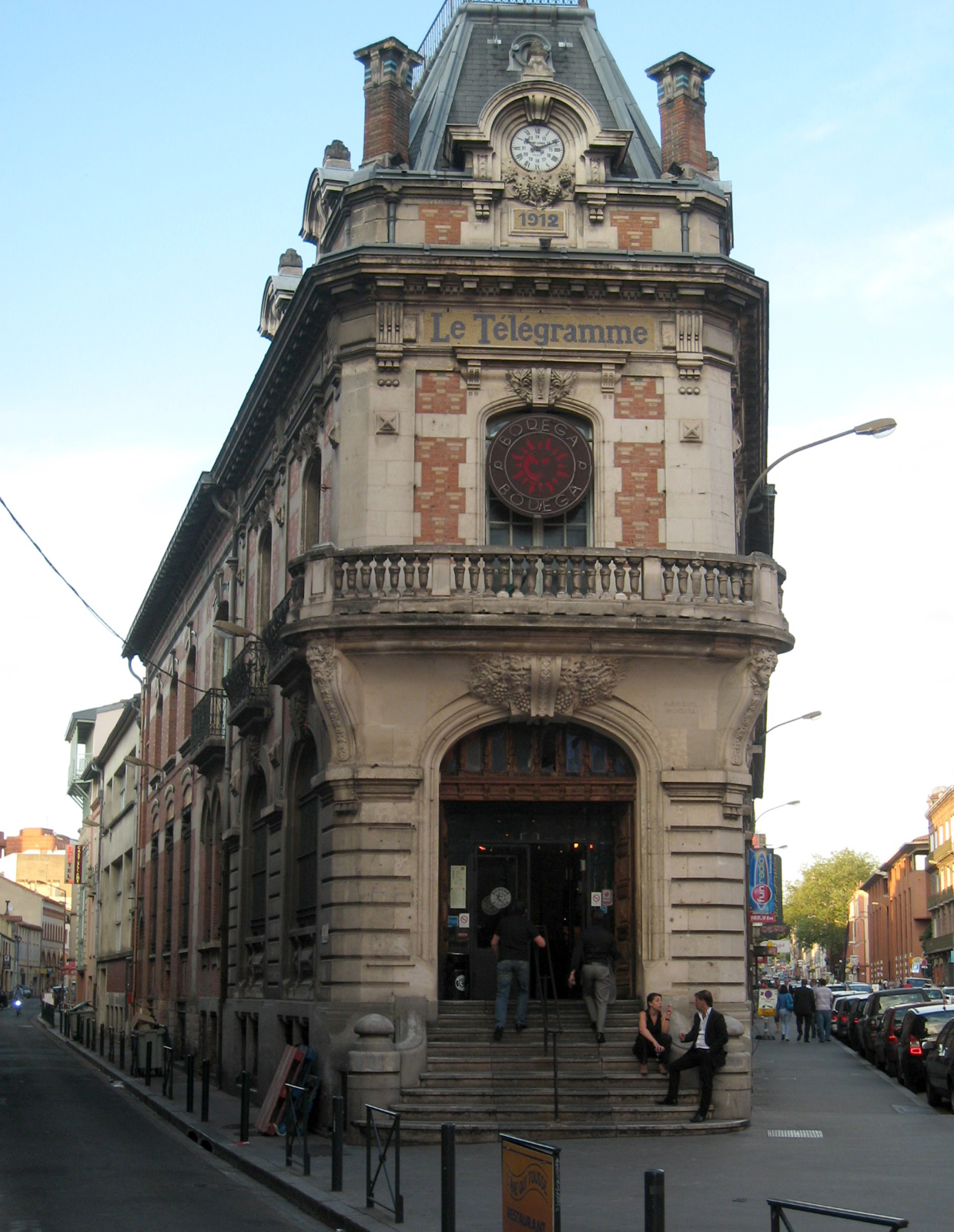
no 2-8 : siège du Télégramme.

- no  2-8 : Café Oz. 
Le bâtiment est construit en 1912 par les architectes Antoine et Raymond Isidore, sur un site privilégié à l'angle des rues Gabriel-Péri et des Sept-Troubadours. Il abrite alors le siège du Télégramme, journal catholique du Midi de la France. En 1932, il est absorbé par la Croix du Midi, mais face aux difficultés, la plus grande partie du bâtiment est cédée en 1956 à l'administration des Finances pour devenir l'hôtel des Impôts. En 1992, l'administration quitte les lieux, désormais occupés par un bar, la Bodega Bodega, qui cède la place au Télégramme en 2013, avant d'être occupé par le Café Oz en 2020. 
L'architecture éclectique du bâtiment puise ses références dans l'architecture parisienne. Il se développe sur quatre niveaux : un sous-sol, un rez-de-chaussée surélevé, un étage carré et un niveau de comble. Le pavillon d'angle est la pièce maîtresse du bâtiment. Il repose sur un solin de pierre. Un escalier à cinq marches monte à la porte principale, qui s'ouvre au rez-de-chaussée en pierre, traité en bossage continu. Voûtée en anse de panier, elle est chargée d'une agrafe lourdement décorée de grappes de raisin et de feuilles de vigne. Deux consoles en pierre, ornées de têtes masculine et féminine, supportent le balcon à balustres du 1er étage. À ce niveau, la brique est utilisée avec la pierre, utilisée pour les chaînages d'angle et l'encadrement de la fenêtre. Celle-ci possède une agrafe et une corniche en pierre soutenue de petites consoles, surmontée d'un entablement décoré d'une mosaïque où s'inscrit le nom du journal. L'étage de comble est couvert d'un toit à longs pans brisés d'ardoise. Il est percé de lucarnes en œils-de-bœuf dont l'encadrement en pierre est surmonté d'une agrafe feuillagée et d'une lourde corniche. La lucarne centrale est occupée par une horloge, sous laquelle prend place un cartouche en mosaïque avec la date de construction, 1912[4].